# آگدا مونتلیوس
آگدا مونتلیوس (انگلیسی: Agda Montelius؛ ۲۳ آوریل ۱۸۵۰ – ۲۷ اکتبر ۱۹۲۰) نیکوکار، فعال حقوق زنان، و سافرجت اهل سوئد بود.

## زندگی‌نامه
آگدا مونتلیوس در کوپینگ در سال ۱۸۵۰ متولد شد. او دختر وزیر دفاع دولت و اشراف‌زاده‌ای به نام سرلشکر الکساندر رویترشیولد و آنا شنستروم بود. او در مدرسهٔ دخترانهٔ مدگرای Hammarstedtska flickskolan در استکهلم تحصیل کرد.
در ۲۰ سپتامبر ۱۸۷۱، او با باستان‌شناس و استاد سوئدی اسکار مونتلیوس (۱۸۴۳–۱۹۲۱) ازدواج کرد.
از او به‌عنوان زنی ریزاندام، آرام، مهربان، اندیشمند، وظیفه‌شناس و همیشه مشغول به پروژه‌های بسیارش یاد شده است. او بینایی ضعیفی داشت و در نهایت، بینایی یکی از چشمان خود را از دست داد. ایده‌آل‌های شخصی‌اش ساده و سخت‌گیرانه بود.
آگدا مونتلیوس در میان زنان طبقهٔ متوسط بالای استکهلم چهره‌ای محوری و الگویی والا به‌شمار می‌رفت. لیدیا والستروم اغلب او را به‌عنوان شاهد آزمون‌های دانش‌آموزان مدرسهٔ دخترانهٔ Åhlinska skolan به کار می‌گرفت.

## کنشگری در زمینهٔ حقوق زنان

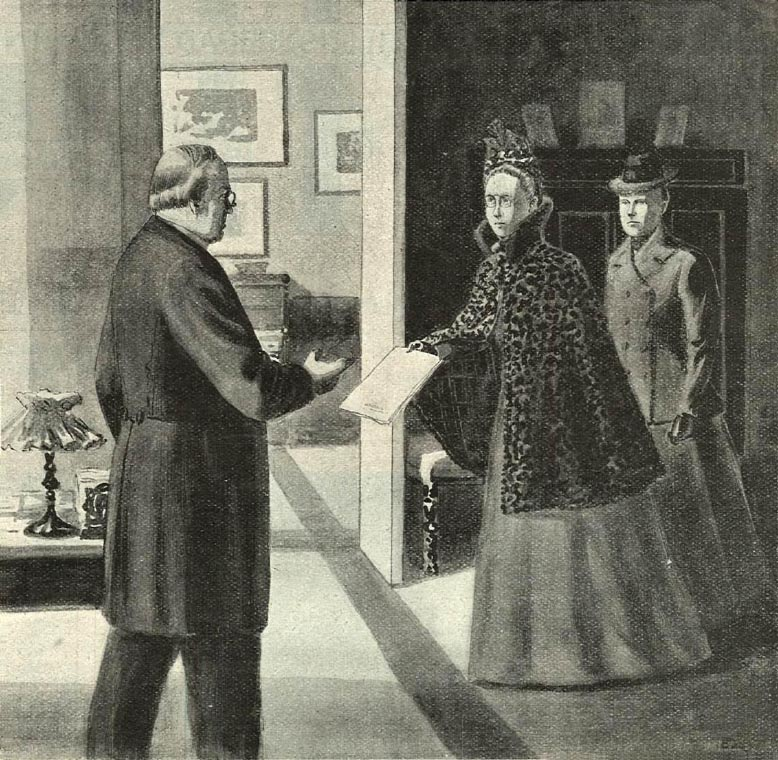
آگدا مونتلیوس و گرترود آدلبورگ طومار حق رأی زنان را در سال ۱۸۹۹ به نخست‌وزیر اریک گوستاف بوستروم ارائه می‌کنند

آگدا مونتلیوس از طریق فعالیت‌های بشردوستانه‌اش، در زمینهٔ حقوق زنان نیز مشارکت یافت. او حامی فمینیسم تفاوت‌گرا بود و باور داشت که مشارکت زنان در سیاست و در سازمان‌دهی و ساختار جامعه بسیار مهم است تا بتوان حقوق بیماران، ضعیفان و نیازمندان را محافظت کرد و جامعه را به خانه‌ای واقعی بدل ساخت.
در سال ۱۸۸۶، مونتلیوس رسماً عضو سازمان حقوق زنان به رهبری صوفی آدلرسپارره، یعنی انجمن فردریکا برمر (FBF) شد. دو سال پیش از آن، او یکی از بنیان‌گذاران این انجمن بود. به‌طور رسمی، رهبری FBF بر عهدهٔ هانس هیلدبراند بود، زیرا آدلرسپارره معتقد بود که برای جدی گرفته شدن، باید مردی ریاست آن را بر عهده داشته باشد. اما در واقع، خود آدلرسپارره نقش رئیس را ایفا می‌کرد و پس از مرگ او در سال ۱۸۹۵، آگدا مونتلیوس جانشینش شد. مونتلیوس در ابتدا «نایب‌رئیس» نامیده می‌شد، اما در سال ۱۹۰۳، رسماً به‌عنوان رئیس منصوب شد و نخستین زن در این جایگاه در FBF بود.
هدف انجمن FBF حمایت از حقوق زنان بود، اما تا پیش از آن، در زمینهٔ حق رأی زنان فعالیتی نداشت. در سال ۱۸۹۹، هیئتی از سوی FBF پیشنهاد اعطای حق رأی به زنان را به نخست‌وزیر اریک گوستاف بوستروم ارائه کرد. رهبری این هیئت را مونتلیوس بر عهده داشت و گرترود آدلبورگ، نویسندهٔ متن پیشنهاد، او را همراهی می‌کرد. این نخستین‌بار بود که جنبش زنان سوئد به‌طور رسمی خواستار حق رأی شد.
در سال ۱۹۰۲، انجمن ملی حق رأی زنان سوئد (Landsföreningen för kvinnans politiska rösträtt, LKPR) تأسیس شد. مونتلیوس هرگز عضو رسمی این انجمن نشد، احتمالاً به دلیل ریاستش بر FBF، اما به‌طور غیررسمی در فعالیت‌های LKPR نقش داشت. او وظایف متعددی برای LKPR انجام می‌داد، منابع و اعضای FBF را در اختیار آن می‌گذاشت و نشریهٔ FBF یعنی داگنی را تا سال ۱۹۱۱ به‌عنوان ارگان رسانه‌ای LKPR مورد استفاده قرار داد. در سال ۱۹۱۱، زمانی که LKPR با تصویب قطعنامه‌ای اعلام کرد احزاب مخالف حق رأی زنان را تحریم می‌کند، مونتلیوس استفاده از نشریهٔ FBF به‌عنوان تریبون LKPR را متوقف کرد.
او مشاور کمیتهٔ دولتی برای اصلاح قوانین حقوق زناشویی در سال ۱۹۱۲ بود؛ این اصلاحات در نهایت در سال ۱۹۲۰ منجر به برابری حقوقی زن و شوهر در ازدواج شد.